# Seututie 967
La route régionale 967 (finnois : Seututie 967) est une route régionale allant de Sodankylä à Savukoski en Finlande.

## Description
La route régionale 967 est une route régionale d'une longueur de 89 kilomètres.
La route part le centre de Sodankylä, traverse Tanhua et se termine au centre de Savukoski. À Tanhua, la route traverse la rivière Luiro et elle croise la route de liaison 9673.
À Hihnavaara, elle rencontre la route de liaison 9671. 
Au village de Värriö, elle croise la route de liaison 19905 qui est une route historique de Finlande.

## Parcours
- Sodankylä
- Tanhua, Savukoski (45 km)
- Savukoski (89 km)